# Sat.1 Schweiz
Sat.1 Schweiz est la déclinaison suisse alémanique de la chaîne de télévision privée allemande Sat.1.

## Histoire de la chaîne
Le 22 juin 1998, l'OFCOM accorde à Sat.1 une concession suisse. La chaîne se démarque donc des autres chaînes étrangères ayant de simples fenêtres publicitaires pour la Suisse en produisant des programmes spécifiques.
La chaîne est diffusée en clair sur le satellite Astra 1 (19.2°Est), ainsi que sur certains réseaux câblés suisses depuis le 1er août 1998.
Sat.1 Schweiz est une coentreprise avec le groupe ProSiebenSat.1 Media et Ringier SA. Les deux groupes détiennent chacun 50 % des actions. Les espaces publicitaires pour la Suisse sont commercialisées par IP Multimédia, qui commercialise également les fenêtres publicitaires pour, entre autres, ProSieben Schweiz, M6 Suisse et RTL9 Suisse.

## Programmes
Sat.1 Schweiz diffuse principalement les mêmes programmes que la version allemande à la différence des spots publicitaires qui sont spécifiques au marché suisse.
Certains de ses programmes sont toutefois différents de la version originale allemande, par exemple Joya rennt, Celebration ou encore People. Certains matchs de football de la Super League sont également diffusés par Sat.1 Schweiz dans son émission LIVEran, même si ce nombre a fortement diminué lors de la dernière vente des droits (au profit de la chaîne payante Teleclub).
D'autres programmes tels que Forbidden TV, Super Single, Move in, Ricardo Hammershow ou encore GetOut Snowboard-Magazin sont diffusés en 2012.
Grâce à son engagement financier, le concours de Miss Suisse sera organisé et diffusé en 2013 à la suite de l'abandon de la retransmission de la part de la SSR en 2011.
Les programmes destinés à la Suisse sont généralement diffusés en suisse allemand.

## Logos

2004-2008
2009-2011
Depuis 2011